# Saint-Paul-du-Vernay
Saint-Paul-du-Vernay é uma comuna francesa na região administrativa da Normandia, no departamento Calvados. Estende-se por uma área de 15,3 km². Em 2010 a comuna tinha 838 habitantes (densidade: 54,8 hab./km²).